# Gunnar Landström
Carl Gunnar Landström, född den 29 december 1897 i Norrköping, död den 7 juli 1982 i Lidingö, var en svensk sjömilitär. 
Landström avlade studentexamen i Stockholm 1916 och sjöofficersexamen 1920. Han blev fänrik i flottan 1920 och löjtnant där 1922. Landström var lärare och repetitör vid Sjökrigshögskolan 1930–1938, chef för marinstabens förbindelseavdelning och inspektör för marinens förbindelseväsen 1942–1944, chef för marinförvaltningens radarsektion och stridsledningskontor 1946–1949, inspektör för ubåtsvapnet 1950–1954 och sektionschef i marinstaben 1954–1958. Han befordrades till kapten 1935, till kommendörkapten av andra graden 1941, av första graden 1943 och till kommendör 1950. Landström invaldes som ledamot av Örlogsmannasällskapet 1938 och av Krigsvetenskapsakademien 1951. Han blev riddare av Svärdsorden 1941 och av Vasaorden 1949 samt kommendör av Svärdsorden 1954 och kommendör av första klassen 1958. Landström vilar på Norra begravningsplatsen utanför Stockholm.